# دودمان اویش
دودمان اویش (به پرتغالی: Casa de Avis) نام دودمانی بود که در دورهٔ رنسانس بالید. اکتشافات پرتغالی‌ها و تبدیل پرتغال به یک قدرت جهانی در زمان این دودمان رخ داد.
بنیادگذار این دوده، ژواو یکم، پسر نامشروع پدروی یکم -پادشاه پرتغالی از دودمان بورگونی- بود. ژواو همچنین استاد بزرگ فرقه آویز بود. پس از یک دورهٔ فترت حاصل از بحران جانشینی در پرتغال میان سال‌های ۱۳۸۳ تا ۱۳۸۵ میلادی، ژواو توانست ادعای خود بر تاج و نخت را به کرسی بنشاند و نخستین پادشاه دودمان اویش شود. در زمان این دودمان بود که پاپ الکساندر ششم تحت پیمان تردسییاس جهان را میان دو امپراتوری پرتغال و اسپانیا تقسیم نمود.

## شاهان اویش

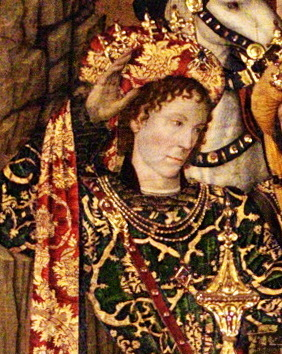
پیتر پنجم پادشاه آراگون, مدعی پادشاهی در برابر خوآن دوم، پادشاه آراگون.

پادشاهان پرتغال
| نام                   | دوران حکومت | یادداشت                                                                           |
| --------------------- | ----------- | --------------------------------------------------------------------------------- |
| ژوآو (جان) یکم        | ۱۳۸۵–۱۴۳۳   | بنیانگذار دودمان اویش                                                             |
| دوارته (ادوارد) یکم   | ۱۴۳۳–۱۴۳۸   | بزرگتذین عضو «نسل درخشان» (پرتغالی: Ínclita Geração)                              |
| آفونسوی پنجم          | ۱۴۳۸–۱۴۸۱   |                                                                                   |
| ژوآو (جان) دوم        | ۱۴۸۱–۱۴۹۵   |                                                                                   |
| مانوئل یکم            | ۱۴۹۵–۱۵۲۱   | سابقاً دوک بژا                                                                     |
| ژوآو (جان) سوم        | ۱۵۲۱–۱۵۵۷   |                                                                                   |
| سبستیو (سباستیان) یکم | ۱۵۵۷–۱۵۷۸   | مرگ در نبرد Alcácer Quibir ، که باعث آغاز بحران جانشینی پرتغال در سال ۱۵۸۰ می شود |
| انریکه یکم            | ۱۵۷۸–۱۵۸۰   | آخرین پادشاه از دودمان اویش که توسط مجالس (کورتس) های پرتغال به رسمیت شناخته شد.  |
| آنتونیوی یکم          | ۱۵۸۰        | مدعی پادشاهی در رقابت برابر فلیپ اول پرتغال در جنگ جانشینی پرتغال                 |

پادشاهان آراگون
| نام                     | دوران حکومت | یادداشت                                                                    |
| ----------------------- | ----------- | -------------------------------------------------------------------------- |
| پیتر پنجم پادشاه آراگون | ۱۴۶۳–۱۴۶۶   | مدعی پادشاهی در برابر خوآن دوم، پادشاه آراگون در جنگ جانشینی داخلی کاتالان |